# Trypeticus foveicollis
Trypeticus foveicollis är en skalbaggsart som beskrevs av Kanaar 2003. Trypeticus foveicollis ingår i släktet Trypeticus och familjen stumpbaggar. Inga underarter finns listade i Catalogue of Life.